# Джон Квінсі Адамс
Джон Кві́нсі А́дамс (англ. John Quincy Adams; 11 липня 1767, Квінсі, Массачусетс — 23 лютого 1848, Вашингтон) — американський політик і дипломат, 6-й президент США, 8-й Державний секретар США, син 2-го президента США Джона Адамса. Був посланцем у Гаазі, Берліні, Санкт-Петербурзі і Лондоні.

## Життєпис
Працював послом в Гаазі (Нідерланди) (1794—1797 роки), Берліні (Пруссія) (1797—1801). У 1803 обраний до Сенату.
Коли юнакові виповнилося 14 років (1781 рік), батько влаштував його особистим секретарем у першу дипломатичну місію США, яка рушила до Росії задля узгодження договору про дружбу і торгівлю. Саме Джона було обрано для цієї місії завдяки його знанню французької мови. Адамс-молодший мав бути перекладачем під час переговорів з імператрицею Катериною ІІ. Тривала дипломатична місія протягом двох років, але позитивних результатів так і не досягла: американських дипломатів відмовилися приймати офіційно. Їх поставили перед умовою підписати мирний договір про завершення Війни за незалежність колоній 1775—1783 років. Відтак американського посла Френсіса Дейну і його юного секретаря Джона Квінсі Адамса залишили в статусі «приватних осіб, які подорожують з метою ознайомлення з країною».
У 1809–1814 був першим офіційним посланцем США в Петербурзі. 5 листопада 1809 року Адамс прибув до Кронштадта. Через десять днів його прийняв імператор Олександр І. Джон відразу сподобався царю. Вони часто спілкувалися на прогулянках, нерідко до їхніх розмов долучався міністр закордонних справ граф Микола Рум'янцев. Попри дружбу з царем, сім'я Адамсів не змогла уникнути фінансових проблем. Сама лише оренда будинку обходилася Джонові Квінсі близько 1500—2000 доларів на рік. Заради престижу молодої держави послу не можна було відрізнятися від послів інших країн. У щоденнику Адамс відверто розповідає про те, що заможні росіяни, які хотіли вести справи в США, неодноразово пропонували йому гроші. Нічого дивного в цьому не було: послам інших країн у Росії теж пропонували хабарі. «Важко протистояти цьому, — писав Джон Квінсі, — але я налаштований рішуче…» Така його поведінка дуже дивувала росіян. Навіть міністр закордонних справ Франції Шарль Моріс де Талейран-Перігор дивувався, що Адамс-молодший не бере хабарів, бо в Західній Європі чиновники давно використовували своє службове становище для особистого збагачення.
У 1814 брав участь в розробці Гентського мирного договору, який поклав край англо-американській війні 1812–1814.
У 1815–1817 був послом в Лондоні.
У 1817–1825 працював Державним секретарем за президента Джеймса Монро.
У 1819 уклав з Іспанією договір про передачу вже фактично загарбаної американцями Флориди Сполученим Штатам. Сформулював ряд положень зовнішньої політики США, відомих як Доктрина Монро (1825).
У 1825–1829 — президент США. На посаді президента запровадив високі захисні тарифи на користь промисловців, які викликали незадоволення плантаторів та фермерів. Виступав в конгресі проти рабства.
У 1828 програв вибори і не був переобраний на другий термін. Після закінчення терміну його президентської діяльності, у березні 1829 року, його замінив ревний заступник рабства генерал Джексон. Адамс переїхав у свій маєток Квінсі біля Бостона, але в 1831 р. був обраний в Палату представників, де був прибічником аболіціоністів і підтримував нескінченні петиції у рабовласницьких справах. Джон Квінсі Адамс помер у Вашингтоні під час засідання конгресу, 28 лютого 1848 р. Історики називають його найобізнанішим серед його сучасників дипломатом у справах Європи. Похований поруч із своїм батьком Джоном Адамом 2-м президентом США в Першій прихожанській церкві Куінсі.

## Цікаві факти
- Перший президент США, що був родичем колишнього президента (син Джона Адамса), подібних випадків небагато в історії США.
- Перший президент США протестант-унітаріанець.
- На виставці «Американські президенти» у Національній портретній галереї Смітсонівського інституту у Вашингтоні демонструвався як один із найпримітніших експонатів, придбаний галереєю у 2017 році фотопортрет 75-річного Джона Квінсі Адамса. Це зображення, виконане Філіпом Хаасом в 1843 році, — найстаріша фотографія американського президента, що збереглася, за словами старшого куратора фотографічного відділу галереї Енн Шумард.
- На виборах не набрав більшості голосів виборників (голоси розділилися навпіл), але був обраний на посаду президента Палатою представників — єдиний такий випадок в історії США.